# Posición de Lewis-Mogridge

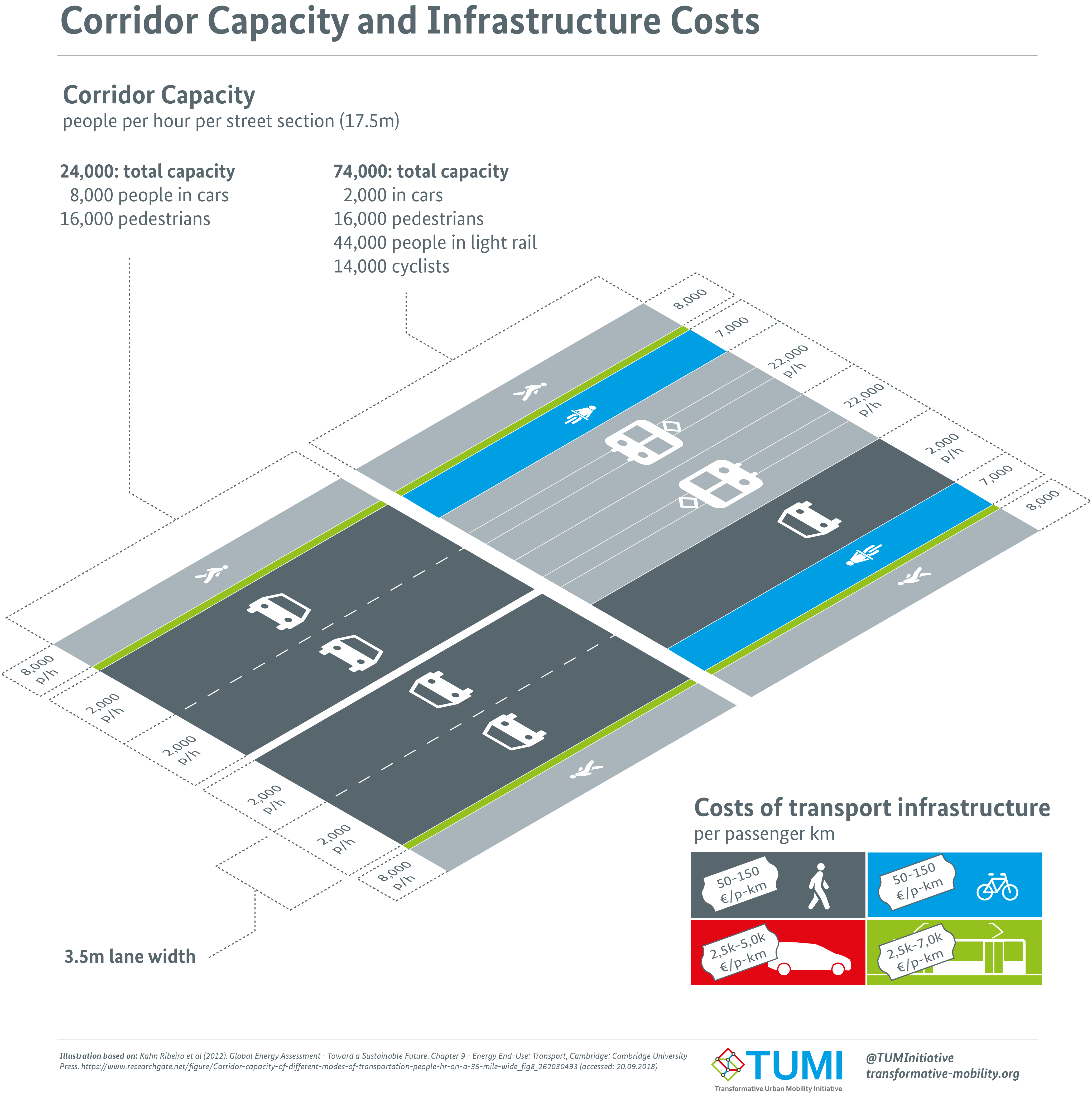
Imagen.

La posición de Lewis-Mogridge, llamada así por David Lewis y Martin J. H. Mogridge, fue formulada en 1990 y observa que a medida que se construyen más carreteras, aumenta también el tráfico que las usa. Los aumentos de velocidad que generan algunas carreteras nuevas pueden desaparecer en meses, si no semanas. En ocasiones, las nuevas carreteras ayudan a reducir los atascos, pero en la mayoría de los casos, la congestión simplemente se traslada a otro cruce.
La posición indica que el tráfico se expande para satisfacer el espacio disponible en la carretera (Mogridge, 1990). En la literatura del transporte se le conoce generalmente como demanda inducida, y fue postulada como la "Ley de Hierro de la Congestión" por Anthony Downs].[cita requerida] Es un caso especial de paradoja de Jevons (cuando el recurso en cuestión es la capacidad de tráfico), y guarda relación con la constante de Marchetti] (los tiempos medios de viaje son similares en condiciones muy diversas) o la paradoja de Braess.
De acuerdo con esta posición, no se puede concluir con carácter general que la construcción de nuevas carreteras esté justificada automáticamente, sino que su desarrollo debe tener en cuenta todo el sistema de tráfico, lo que significa entender el movimiento de mercancías y personas en detalle, así como la motivación de estos trayectos.
Esta posición se utiliza a menudo para comprender los problemas causados por el transporte privado, como la congestión de las carreteras en las ciudades y en las autopistas. También se puede utilizar para explicar el éxito de esquemas como el tasa de congestión de Londres.

## Afectación del transporte público
Sin embargo, el alcance teórico de la posición de Lewis-Mogridge no se limita al transporte privado. Mogridge, un investigador británico del transporte, concluyó también que las inversiones en carreteras en una zona urbana congestionada tendrán el efecto de reducir la velocidad media del sistema de transporte en su conjunto, transporte privado y transporte público. La relación y los equilibrios generales también se conocen como "paradoja de Downs-Thomson". Sin embargo, según Downs, el vínculo entre las velocidades medias del transporte público y el transporte privado sólo se aplica "a las regiones en las que la gran mayoría de las horas punta de desplazamiento se realizan en sistemas de tránsito rápido con derechos de paso separados" (es decir, con carriles o pistas bus separadas). Según Downs, "el centro de Londres es un ejemplo, ya que en 2001 alrededor del 85 % de todos los viajeros de las mañanas que entraban en esa zona utilizaban el transporte público (incluyendo el 77 % con derechos de paso separados) y sólo el 11 % utilizaba coches privados. Cuando se ha alcanzado el equilibrio de horas pico de viaje entre el sistema de metro y las principales carreteras, entonces el tiempo de viaje requerido para un viaje dado es aproximadamente igual en ambos modos".